# Vyšehrad (stanice metra)
Vyšehrad (zkratka VY; do roku 1990 Gottwaldova) je stanice metra v Praze, nacházející se na Pankráci v Nuslích, nedaleko čtvrti (pevnosti) Vyšehrad, na jižním předmostí Nuselského mostu, pod hotelem Corinthia.
Pracovní název stanice po dobu výstavby úseku metra I.C a Nuselského mostu byl od roku 1968 „Nuselský most“ (který platil i roku 1973), později se uvažovalo i o názvu Gottwaldův most. 

## Charakteristika stanice
Stanice je povrchová, postavená pod vozovkou magistrály, ležící na Nuselském mostu, je vybudovaná tak, aby podpírala vrchní silnici. Na rozdíl od většiny ostatních stanic, má tato z důvodu vyústění z Nuselského mostu boční nástupiště, což si vynutilo stavbu přilehlého podchodu. Výstupy vedou přímo do parku okolo stanice, ke Kongresovému centru a k hotelu Corinthia. Z bočních stěn stanice je vidět přes Nuselské údolí panorama Prahy, od Pražského hradu z jedné strany po Strašnice ze strany druhé. Pod úrovní nástupiště se nachází trakční měnírna. Tato stanice patřila k nejméně nákladným, stála 43 milionů Kčs. Architektonický návrh vypracoval Stanislav Hubička. Podzemní část stanice byla stavěna ve svahované jámě nebo v záporovém pažení. Přestože se stanice nachází z velké části na povrchu, tak bylo vykopáno 46 400 m³ horniny a uloženo 7500 m³ betonu.
Od Vyšehradu je stanice vzdálená asi 5 minut cesty, vzdušnou čarou ± 620 metrů.
Stanice není plně bezbariérová. Bezbariérový přístup má pouze nástupiště ve směru Háje. Ve druhém směru se lze bezbariérově dostat pouze k hotelu Corinthia. Pro bezbariérový přístup ve směru Ládví/Letňany je nutné jet do stanice Pražského povstání (směr Háje) a zde přestoupit na vlak směr Ládví/Letňany.

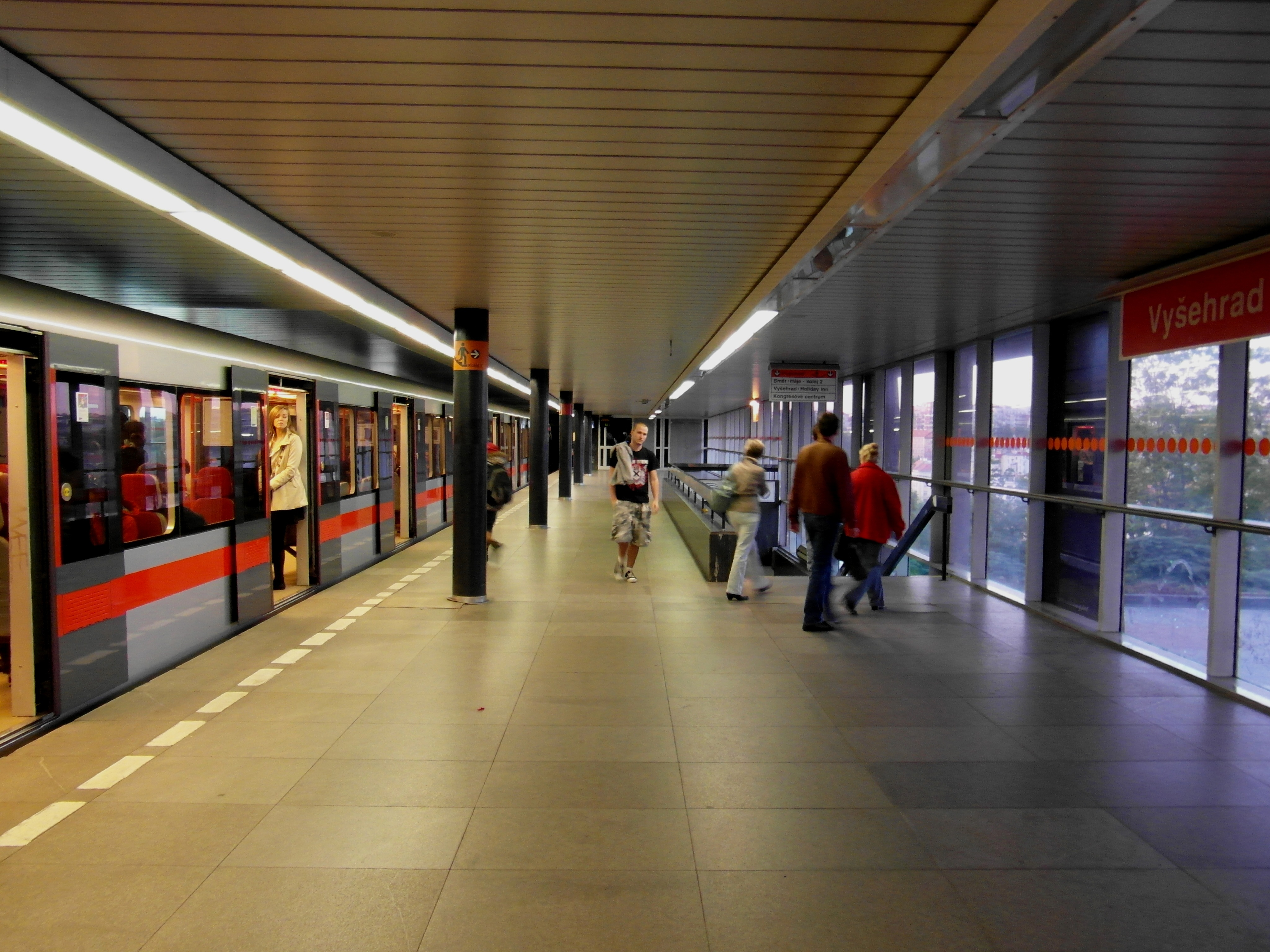
Metro ve stanici Vyšehrad
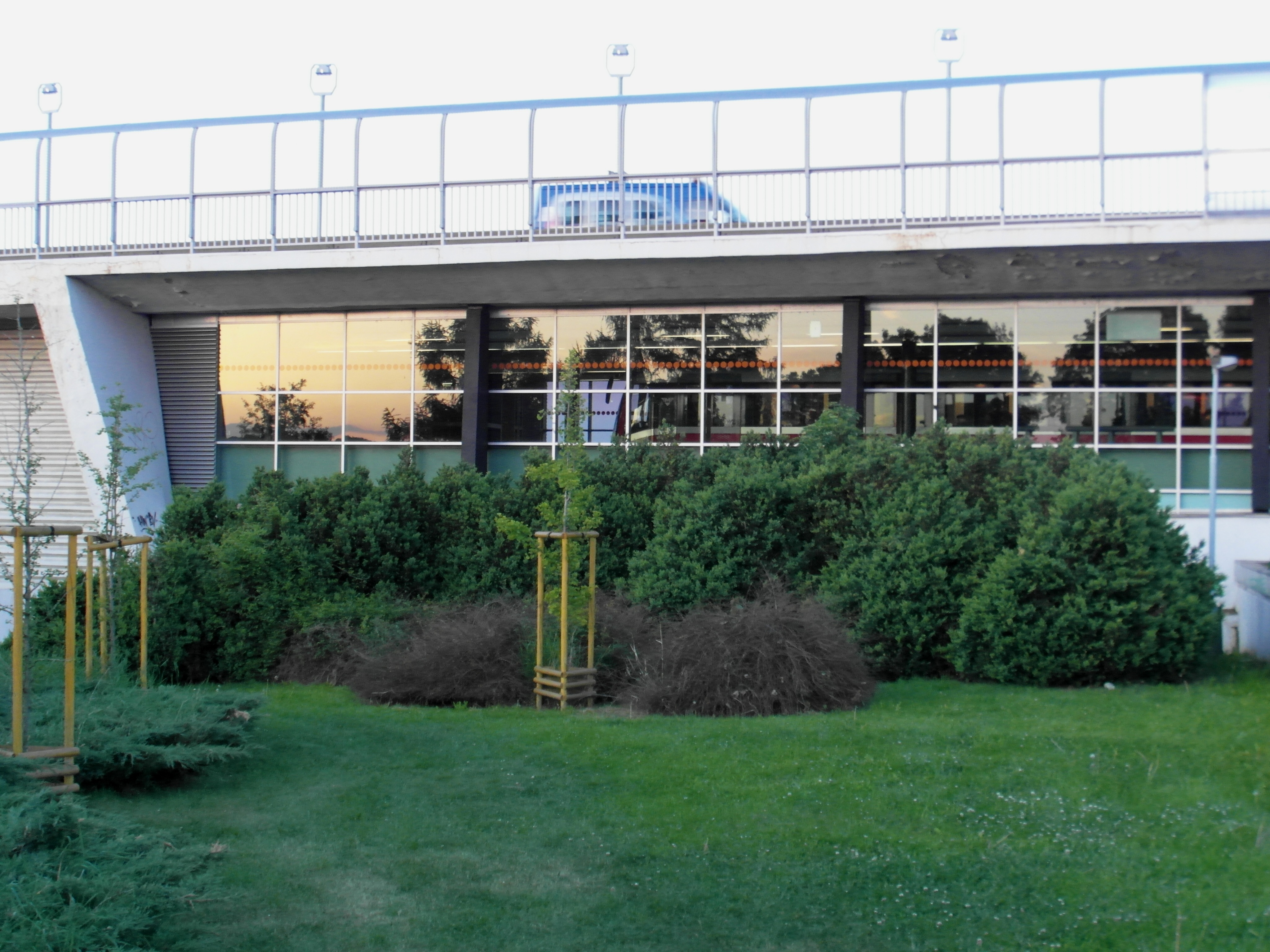
Pohled na stanici zvenku
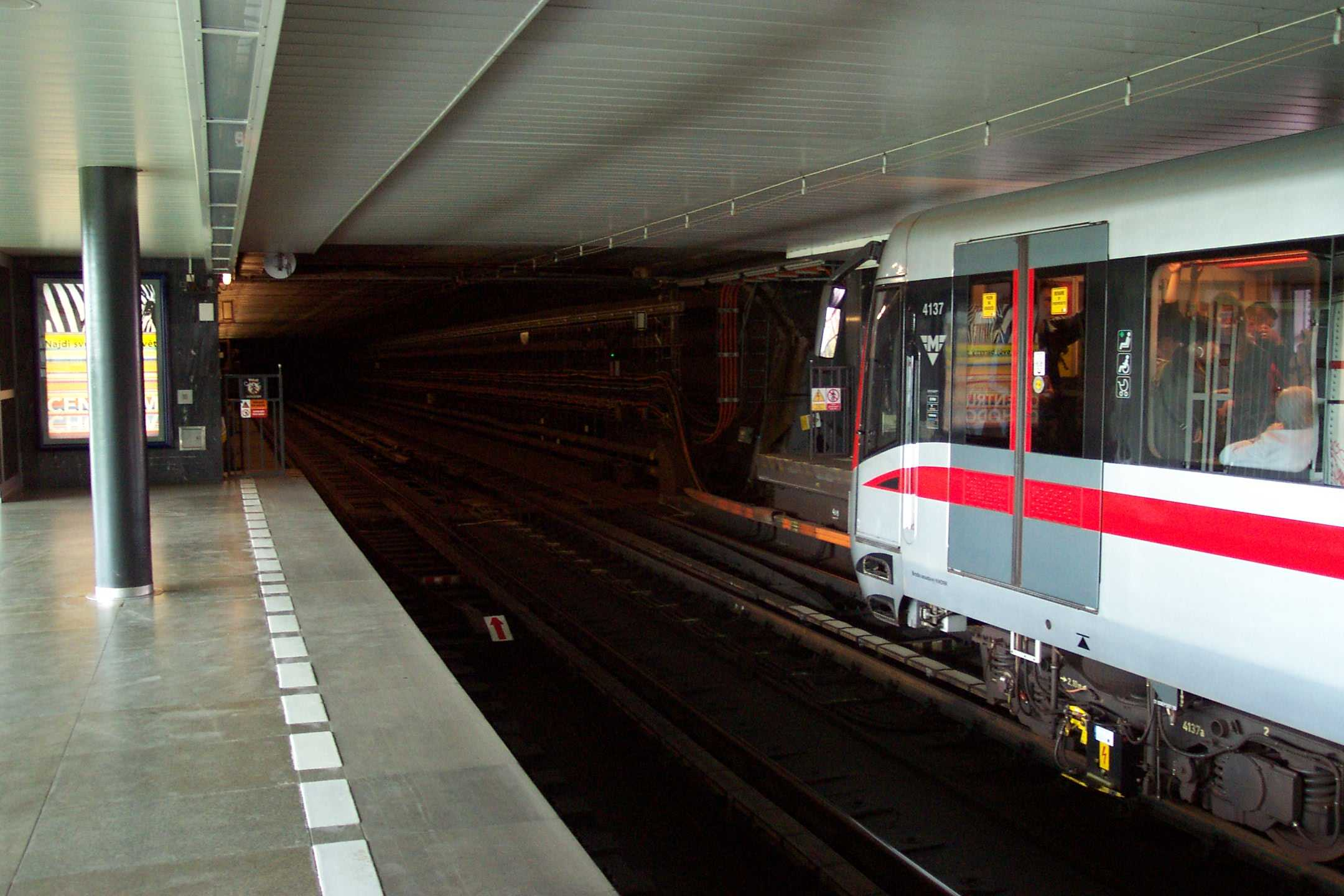
Tubus Nuselského mostu ústící do stanice